# Баканови
Баканови — вулкан, расположен на острове Бугенвиль, входящий в состав одноимённой провинции, в Папуа — Новая Гвинея.
Баканови — стратовулкан, высотой 650 метров. Расположен в 16 километрах к востоку от вулкана Багана. Вулкан расположен в кальдере, диаметр которой составляет 4 километра, на эродированных почвах. Застывшие потоки лав и пирокластических потоков указывают на взрывной характер извержений вулкана. В историческое время какой-либо вулканической деятельности не зафиксировано. Считается потухшим вулканом.